# Dorfkirche Parlow

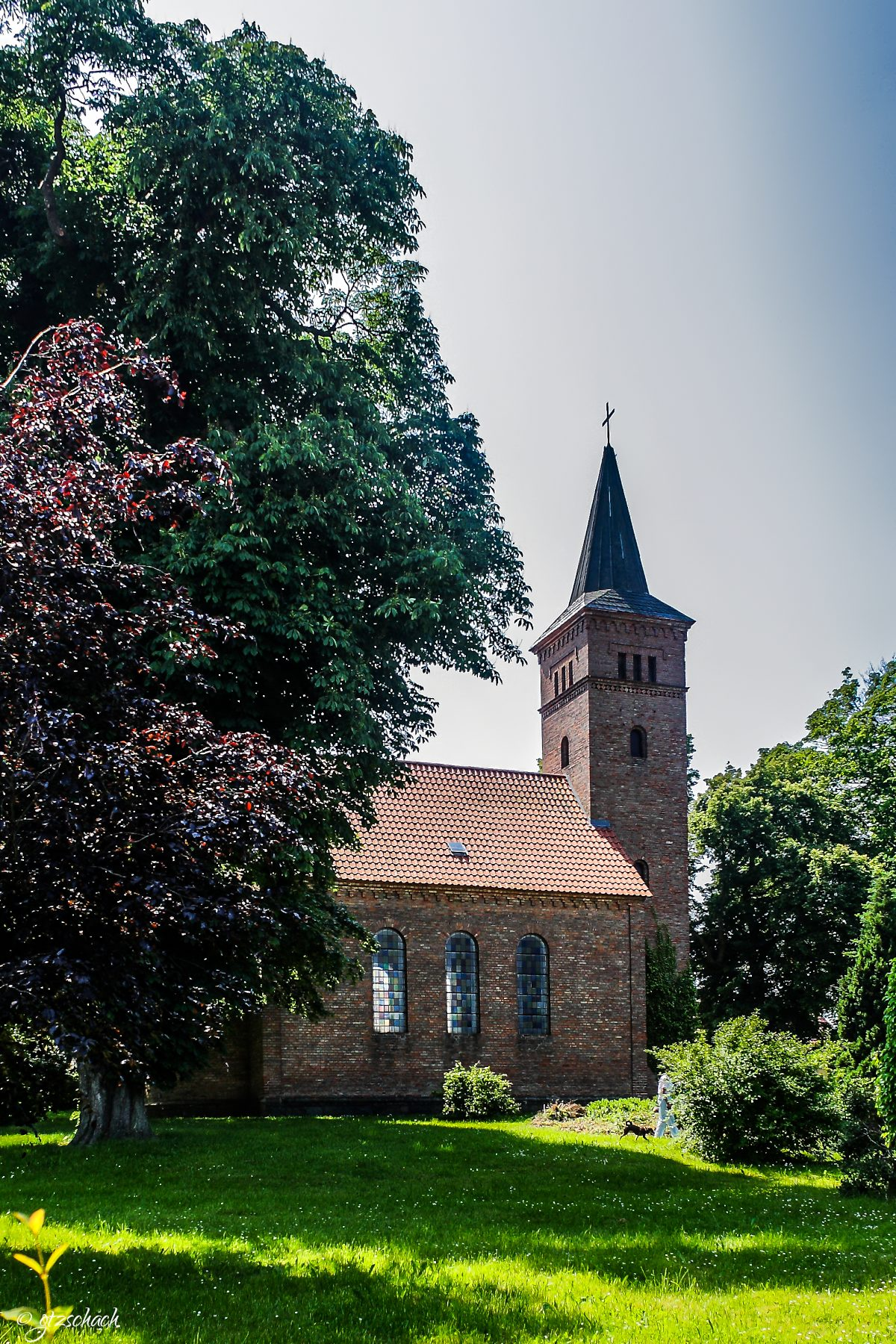
Dorfkirche Parlow

Die evangelische, denkmalgeschützte Dorfkirche Parlow steht in Parlow, einem Wohnplatz der Gemeinde Friedrichswalde im Landkreis Barnim von Brandenburg. Die Kirche gehört zum Kirchenkreis Oberes Havelland der Evangelischen Kirche Berlin-Brandenburg-schlesische Oberlausitz.

## Beschreibung
Die neuromanische Saalkirche wurde 1860–63 im Rundbogenstil aus Backsteinen erbaut. Sie besteht aus einem Langhaus, das mit einem Satteldach bedeckt ist, einer halbrunden Apsis im Osten und einem Kirchturm auf quadratischem Grundriss im Westen, der mit einem achtseitigen schiefergedeckten Knickhelm bedeckt ist. Die Längswände sind mit Lisenen an den Ecken und einem Bogenfries unter der Dachtraufe verziert.
Im Innenraum des Langhauses, der mit einer verputzten Flachdecke überspannt ist, wurde im Westen eine Empore eingebaut. Die Konche der Apsis ist durch einen Rundbogen abgegrenzt. Die Kirchenausstattung stammt aus der Bauzeit. Die Bronzeglocke wurde 1863 von Carl Voß in Stettin gegossen.